# Perfekt tal
Ett perfekt tal eller fullkomligt tal är inom talteorin ett heltal n för vilket summan av alla sina positiva delare, inklusive n självt, är lika med 2n. Detta är även detsamma som att ett tal n är lika med summan av alla sina delare förutom sig självt.

## Historik
Ungefär år 300 f.Kr. visade Euklides att om 2p − 1 är ett primtal så är 2p−1(2p − 1) ett perfekt tal.
De första fyra perfekta talen var de enda kända bland de tidiga grekiska matematikerna. Den hellenistiske matematikern Nikomakos från Gerasa tecknade ner det fjärde perfekta talet, 8 128 så pass tidigt som 100 e.Kr. Med modernt språk kan Nikomakus utan direkt bevisning ha påstått att varje perfekt tal har formen {\displaystyle 2^{n-1}(2^{n}-1)} där {\displaystyle 2^{n}-1} är ett primtal.
Teologen Didymos den blinde, som levde på 300-talet e.Kr. konstaterade att det endast finns fyra perfekta tal som är mindre än 10 000.
Kyrkofadern Augustinus menar i verket Guds stad (BBok XI, kapitel 30) i början av 400-talet att Gud skapade världen på sex dagar, eftersom 6 är det minsta perfekta talet.
Det är den egyptiske matematikern Ismail ibn Fallūs (1194–1252) som dokumenterats som den förste som beskrev de tre följande perfekta talen, 33 550 336, 8 589 869 056 och 137 438 691 328. Han listade ytterligare tal, som senare visade sig vara felaktiga.
Det första kända europeiska omnämnandet av ett femte perfekt tal är ett manuskript som skrivits någon gång mellan 1456 och 1461 av en okänd matematiker.
1588 identifierade den italienske matematikern Pietro Cataldi det sjätte (8 589 869 056) och sjunde (137 438 691 328) perfekta talet. Cataldi bevisade också att varje perfekt tal som erhålls enligt Euklides regel slutar på 6 eller 8.

## Definition
Om ett tal p är ett perfekt tal gäller följande:
{\displaystyle \sum _{k|p,\ 1\leq k<p}k=p}

## Exempel
6 är ett perfekt tal eftersom det är delbart med 1, 2 och 3 och summan av dessa är just 6.
De tio första perfekta talen är (talföljd A000396 i OEIS):
- 6 = 1 + 2 + 3
- 28 = 1 + 2 + 4 + 7 + 14
- 496 = 1 + 2 + 4 + 8 + 16 + 31 + 62 + 124 + 248
- 8 128 = 1 + 2 + 4 + 8 + 16 + 32 + 64 + 127 + 254 + 508 + 1016 + 2032 + 4064
- 33 550 336 = 16775168 + 8387584 + 4193792 + 2096896 + 1048448 + 524224 + 262112 + 131056 + 65528 + 32764 + 16382 + 8191 + 4096 + 2048 + 1024 + 512 + 256 + 128 + 64 + 32 + 16 + 8 + 4 + 2 + 1
- 8 589 869 056
- 137 438 691 328
- 2 305 843 008 139 952 128
- 2 658 455 991 569 831 744 654 692 615 953 842 176
- 191 561 942 608 236 107 294 793 378 084 303 638 130 997 321 548 169 216

För en mer komplett lista, se Lista över perfekta tal.
Som framgår ovan växer storleken på de perfekta talen mycket snabbt – de är alltså sällsynta bland mängden av tal. År 2001 var endast 39 perfekta tal kända, där det största har över 8 miljoner siffror. Tolv år senare, 2013, har antalet kända perfekta tal vuxit till 48. Det är dock inte känt om det finns fler perfekta tal som är större än det 42:a, men mindre än det största perfekta tal man hittat, så de senare talens plats är inte definitiva.

## Jämna perfekta tal
Alla perfekta tal man känner till är jämna. Euklides bevisade att om 2n - 1 är ett primtal, så är 2n-1(2n - 1) ett perfekt tal. Två tusen år senare bevisade Euler att dessa är de enda jämna perfekta tal som existerar. 
Primtal på formen 2n - 1 kallas Mersenneprimtal, så varje Mersenneprimtal man upptäcker ger oss omedelbart ett nytt perfekt tal. (211 - 1, d.v.s. 2 047, är ett exempel på ett tal på formen 2n - 1 som inte är ett primtal, då det är 23 × 89.)
I det binära talsystemet skrivs 2n-1(2n - 1) som n stycken ettor följt av n - 1 nollor, vilket kan ses i nedanstående tabell över de sju första perfekta talen.
| n  | 2n-1(2n - 1)                     | 2n-1(2n - 1)    | 2n-1(2n - 1)                          |
| n  | Beräkning                        | Decimalt        | Binärt                                |
| -- | -------------------------------- | --------------- | ------------------------------------- |
| 2  | 21(22 - 1) = 2 × 3               | 6               | 110                                   |
| 3  | 2(23 - 1) = 4 × 7                | 28              | 11100                                 |
| 5  | 24(25 - 1) = 16 × 31             | 496             | 111110000                             |
| 7  | 26(27 - 1) = 64 × 127            | 8 128           | 1111111000000                         |
| 13 | 212(213 - 1) = 4 096 × 8 191     | 33 550 336      | 1111111111111000000000000             |
| 17 | 216(217 - 1) = 65 536 × 131 071  | 8 589 869 056   | 111111111111111110000000000000000     |
| 19 | 218(219 - 1) = 262 144 × 524 287 | 137 438 691 328 | 1111111111111111111000000000000000000 |

## Udda perfekta tal
En hittills obesvarad fråga är om det existerar några udda perfekta tal. Man vet att om det finns sådana, så har de bland annat följande egenskaper:
- Storlek
  - Är större än 101500[10]
  - Är mindre än 24k, där k är antalet olika primfaktorer[11]
  - Innehåller åtminstone en primtalspotens pe större än 1062[10]
- Form
  - Kan skrivas på formen (4n + 1)4λ + 1PP, där P är udda och 4n + 1 ett primtal (Euler)[12]
  - Kan skrivas på formen 12n + 1, 468n + 117 eller 324n + 81[13]
- Faktorer
  - Har åtminstone 101 primtalsfaktorer, varav minst 9 är olika[10]
  - Har minst 12 olika primfaktorer om inte 3 är en av dem[14]
  - Innehåller primfaktorer större än 108,[15] 104[16] respektive 100[17]
  - Innehåller åtminstone en primfaktor mindre än (2k + 6) / 3, där k är antalet olika primfaktorer
  - Är inte delbart med 105[18]

## Andra resultat
- 28 är det enda jämna perfekta talet som kan skrivas som summan av två positiva heltalskuber (Gallardo 2010).
- Summan av reciprokerna av delarna av ett perfekt tal N är alltid 2.
- Antalet delare av ett perfekt tal N (jämnt eller udda) är alltid jämnt, eftersom N inte kan vara en kvadrat.
- Jämna perfekta tal är inte trapetstal, det vill säga de kan inte skrivas som differensen av två positiva triangeltal som inte kommer efter varandra.
- Antalet perfekta tal mindre än n är {\displaystyle o({\sqrt {n}})}.
- Alla kända jämna perfekta tal slutar med 6 eller 28 i bas 10.

## Olösta problem
Det finns flera olösta gåtor angående de perfekta talen:
- Man vet inte om det finns oändligt många perfekta tal.
- Hittills har alla perfekta tal man hittat slutat på 6 eller 28 (se uppställningen ovan). Men ingen har lyckats visa om alla perfekta tal gör det.
- Hittills har man inte lyckats hitta något udda perfekt tal. Men det är inte bevisat att det inte finns några sådana.